# Pachytricha demarzi
Pachytricha demarzi är en skalbaggsart som beskrevs av Frey 1966. Pachytricha demarzi ingår i släktet Pachytricha och familjen Melolonthidae. Inga underarter finns listade i Catalogue of Life.